# アドレノクロムモノアミノグアニジン
アドレノクロムモノアミノグアニジン（Adrenochrome monoaminoguanidine）またはアドレノクロムグアニルヒドラゾン（Adrenochrome guanylhydrazone）は、アドレノクロム系の止血薬の一つである。メシル酸塩水和物が製剤化されている。

## 効能・効果
- 毛細血管抵抗性の減弱および透過性の亢進によると考えられる出血傾向（例えば紫斑病など）
- 毛細血管抵抗性の減弱による皮膚あるいは粘膜および内膜からの出血、眼底出血・腎出血・子宮出血
- 毛細血管抵抗性の減弱による手術中・術後の異常出血

## 副作用
主な副作用は食欲不振（1.95％）、ALT(GPT)上昇（1.58％）、AST(GOT)上昇（1.44％）、嘔気（1.34％）、下痢（1.34％）等である。

## 参考資料
1. ↑  “KEGG DRUG: アドレノクロムモノアミノグアニジンメシル酸塩水和物”. www.genome.jp. 2021年6月18日閲覧。
2. ↑  PubChem. “Adrenochrome guanylhydrazone” (英語). pubchem.ncbi.nlm.nih.gov. 2021年6月18日閲覧。
3. ↑  “S・アドクノン錠30 添付文書”. www.info.pmda.go.jp.   PMDA. 2021年6月18日閲覧。